# Бейрбэккинг
Бэйрбэ́кинг, также бэрбэ́кинг, bareback-секс или barebacking (от англ. bareback — неосёдланный, без седла) — термин, возникший в гей-сообществе и обозначающий незащищённый анальный секс между мужчинами без использования презерватива. Термин возник ещё до начала пандемии ВИЧ, когда незащищённые сексуальные контакты среди геев были обычным явлением.
K бэрбэкингу также часто относят фистинг без использования латексной перчатки. Появившись в гей-среде, термин barebacking постепенно становился общеупотребительным и вышел за пределы гей-сообщества, означая «незащищённый секс» без использования презервативов вне зависимости от пола сексуальных партнёров.
Сегодня bareback-секс фактически означает подвергаться высокому риску заражения половыми инфекциями, особенно ВИЧ, гепатитом B и C, папилломавирусами, сифилисом и гонореей. При этом на степень риска заражения ИППП не влияет пол или сексуальная ориентация партнёров. Несмотря на это, решение не использовать презерватив во время секса в большинстве случаев принимается осознанно.

## Распространение
Существует мнение, что bareback-секс носит исключительно гомосексуальный характер. Однако, согласно исследованиям берлинского Института Роберта Коха, незащищённый секс среди гетеросексуалов распространён гораздо шире, а использование безопасного секса в гей-среде практикуется значительно чаще.
Однако и среди геев распространение bareback-секса в последнее десятилетие начало набирать силу. Различные исследователи объясняют этот феномен тем, что внимание общества к проблеме СПИДа несколько ослабло, создавая иллюзию того, что СПИДа больше нет. Кроме того, многие люди верят в возможности современной медицины, а также в то, что «с ними такого не случится».
Согласно исследованиям Института Кинси в США, около 10–20 % как гомо-, так и гетеросексуальных мужчин готовы пойти на половой акт, даже несмотря на то, что он может поставить под угрозу их здоровье. Также в результате исследований выяснилось, что незащищённым сексом больше занимаются люди, склонные к авантюризму.

### Распространение среди МСМ
Ряд исследований, проведённых в Сан-Франциско, Сиднее и Нидерландах, выявили, что мужчины, практикующие секс с мужчинами (МСМ), с середины 1990-х годов стали иметь больше незащищённых анальных контактов. С 1984 по 1988 годы процент мужчин, признавшихся в незащищённом анальном сексе за последние шесть месяцев, сократился с 78 % до 33 %. С начала 90-х годов эти показатели снова стали расти, достигнув 38 % в 1995 году, и 55 % — в 2009 году.
Согласно американским исследованиям 2003 года, из 448 опрошенных мужчин, практикующих секс с мужчинами, 45,5 % имели незащищённые сексуальные контакты. Среди ВИЧ-положительных мужчин доля практикующих bareback-секс составляла 60,9 %.
Новые исследования, проведённые в 2011 году в США, показали, что молодые мужчины и подростки, практикующие однополый секс, обычно не используют презервативы с постоянным партнёром. При этом незащищённый секс в восемь раз чаще встречается в «серьёзных отношениях», по сравнению со случайными связями. Исследование также показало, что в среднем на каждого партнёра приходилось 5,74 эпизода незащищённого секса. Кроме того, почти в 3 раза чаще занимались незащищённым сексом участники, сообщившие о сексе с женщинами. Согласно исследованию, продолжавшиеся более 6 месяцев отношения повышают риск незащищённого секса на 62 %, употребление наркотиков — на 45 %, а насилие в отношениях с партнёром — на 88 %.
Бэрбэкинг лежит в основе формирования особой сексуальной субкультуры внутри гей-сообщества. Однако не следует путать бэрбэкинг и багчейзинг, при котором человек также вступает в незащищённые половые контакты, однако сознательно ищет заражения.

### Распространение в разнополых парах
Исследование, проведённое Министерством здравоохранения штата Нью-Йорк в 2010 году, показало, что лишь 23 % гетеросексуальных женщин, практикующих со своими партнёрами анальный секс, требовали от своих партнёров использовать презерватив при таких видах сексуальных контактов. При этом к незащищённому анальному сексу более склонны молодые женщины. Среди геев и бисексуальных мужчин, согласно тому же источнику, эта цифра составляет 61 %.

## Риски

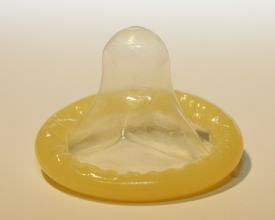
Мужской презерватив.

При незащищённом сексе возникают очень высокие риски заражения болезнями, передающимися половым путём: гепатитом, ВИЧ-инфекцией или сифилисом. Даже в тех случаях, когда оба партнёра ВИЧ-инфицированы, есть возможность заражения другими инфекциями, передающимися половым путём, в том числе и повторное заражение ВИЧ другой разновидности, что может привести к ухудшению состояния здоровья или возникновению в организме штаммов вируса, устойчивых к принимаемым медикаментам.
Внутри постоянной пары или супружеской пары, где партнёры соблюдают сексуальную верность, риск заражения половыми инфекциями во время незащищённого секса достаточно низок. Однако врачи советуют даже в этом случае время от времени делать медицинские анализы на наличие половых инфекций. К сожалению, и в моногамных отношениях нельзя полностью исключать возможности заражения ВИЧ-инфекцией, так как партнёр мог быть заражён ещё до начала отношений и может не знать об этом. Не является редкостью распространение заболеваний, передающихся половым путём, внутри постоянных пар и вследствие неверности одного из партнёров. Согласно исследованиям, около четверти всех новых случаев заражения ВИЧ-инфекцией происходит от постоянного партнёра.
Риск заражения при анонимном или групповом сексе, например, на свингер-вечеринках, в «тёмных комнатах», саунах или через отверстия в стене в туалетах, возрастает во много раз.
Согласно некоторым данным, у гомосексуалов, занимающихся незащищённым анальным сексом, выше распространённость антиспермальных антител, согласно другим данным, гомосексуальность не является фактором риска для образования АСА.

## Мотивы бэрбэкинга
Различными исследователями были изучены мотивы, по которым люди, практикующие бэрбэкинг, идут на сознательные риски для здоровья. К таким мотивам можно отнести:
- Банальное отсутствие презерватива под рукой или нежелание тратить на него деньги.
- Смена обстановки, вызванная усталостью от постоянного использования презервативов.
- Нежелание использования презервативов по причине плохой чувствительности или проблем с эрекцией при использовании презервативов.
- Аллергия на материалы, из которого изготавливаются презервативы.
- Желание познать «секс без обязательств» без использования презерватива в сравнении с сексом с постоянным партнёром и с использованием презерватива.
- Представление, что незащищённый секс создаёт ощущение большей физической и психологической близости между партнёрами во время полового акта.
- Представление о том, что незащищённый секс доставляет больше удовольствия.
- Если оба партнёра моногамны и у них нет никаких инфекций, возможность заниматься незащищённым сексом является для них стимулом сохранять моногамию.
- Представление, что между двумя ВИЧ-отрицательными (или между двумя ВИЧ-положительными) сексуальными партнёрами нет смысла в безопасном сексе.
- Слепая вера в современную медицину и в то, что и со СПИДом можно долго и беззаботно жить, всего лишь принимая таблетки.
- Мнение, что «со мной такого просто не может произойти».
- Мнение, что ВИЧ — неотъемлемая часть жизни гея и заражения всё равно не избежать.
- Желание более тесно вжиться в гей-среду, следуя «моде» или современным тенденциям.
- Гомофобия, в том числе и интернализированная (внутренняя) гомофобия, и вызванное ими чувство безысходности и безнадёжности на счастливое будущее.

Исследования также показывают, что наиболее быструю готовность к незащищённому сексу проявляют лица, употребляющие алкоголь и наркотические вещества.

## Barebacking в порно-индустрии
В США и Европе гей-порно обычно снимается с использованием презервативов, в отличие от гетеросексуальной порнографии, в которой средства защиты — редкость. Однако в последние годы и среди гомосексуальной порнографии растёт спрос на так называемое bareback-порно, которое стало практически отдельным жанром. Особенно в Европе, где до 60 % всех гей-порно-фильмов относится к категории «bareback».
Обычно к съёмкам допускают только актёров со справками об анализах на ВИЧ, но подобной меры безопасности недостаточно, так как стандартные тесты на антитела к ВИЧ достоверны лишь через 3 месяца после последнего риска. Так, например, в 2007 году в Великобритании разгорелся скандал, когда несколько порно-актёров были заражены ВИЧ-инфекцией во время съёмок фильма, хотя все актёры успешно прошли тест на ВИЧ.
Большое число bareback-порно также негативно сказывается на распространении незащищённого секса среди мужчин, практикующих секс с мужчинами.
В 2009 году американская организация AIDS Healthcare Foundation попыталась через суд обязать порноактёров использовать презервативы во время съёмок. Однако требование общественной организации было отвергнуто судом.